# FIM-92 Stinger
FIM-92 Stinger je prenosni ameriški izstrelek zemlja-zrak za obrambo pred nizko letečimi letali in helikopterji. Razvit je bil v ZDA kot nadomestilo za podoben izstrelek FIM-43 Redeye, ki ni bil kos bolj okretnim in hitrim letalom. V začetku leta 1981 je bil uveden v operativno uporabo, od uvedbe do danes pa je doživel mnoge izboljšave. Orožje so v uporabo uvedle tudi druge zahodne države, danes pa je v uporabi v 29 državah (med drugim tudi v Sloveniji).

## Opis
Sistem FIM-92 sestoji iz ročaja in raketnega izstrelka z infrardečim vodenjem, ki je pred uporabo neprodušno zaprt v cevi iz kompozitnega materiala. Ročaj je namenjen večkratni uporabi, medtem ko je cev, iz katere se izstreli izstrelek, namenjena enkratni uporabi (vanjo je možno namestiti nov izstrelek, vendar to opravilo zahteva kvalificiranega vzdrževalca). Celotna kombinacija tehta okrog 15 kg, zato z njim lahko upravlja en sam človek (v praksi se večinoma uporablja skupina dveh ljudi). Obstajajo tudi različice za izstrelitev s kopenskih vozil, ladij in helikopterjev.  
Orožje se aktivira z vstavitvijo modula v ročaj, ki vsebuje električno baterijo za napajanje elektronike in rezervoar komprimiranega argona, ki se uporablja za hlajenje infrardečega senzorja na principu Joule-Thompsonovega efekta. Ta modul zagotavlja električno energijo in hlajenje senzorja za približno 45 sekund oz. do izstrelitve ter je namenjen le enkratni uporabi. 
Po aktiviranju baterije v ročaju lahko strelec s pomočjo namerilnika orožje nameri proti letalu. Ko je izstrelek zmožen ločiti tarčo od okolice, strelec lahko preklopi sistem na avtomatsko sledenje in izstreli izstrelek. Majhen raketni motor izstreli izstrelek iz cevi. Na razdalji 6 - 9 m se vžge glavni raketni motor, ki izstrelek pospeši na hitrost približno 2,2 Mach. Glavni raketni motor je zasnovan tako, da je na začetku potisna sila večja za pospeševanje izstrelka, kasneje pa manjša, kar poskrbi za vzdrževanje hitrosti. Celoten izstrelek se med letom vrti okrog vzdolžne osi, kar poveča stabilnost, obenem pa to zmanjša maso in ceno izstrelka, saj v tem primeru za usmerjanje zadošča le en par krmilnih površin. Za vodenje izstrelka se uporablja proporcionalna navigacija, tik pred zadetkom pa se izstrelek usmeri nakoliko naprej z namenom zadetka bolj kritičnih delov letala (trup ali pilotska kabina). Če izstrelek v približno 17 sekundah ne zadene tarče, se samouniči.
Sistem ima na zgornjem delu lanserja nameščeno tudi anteno za namen prepoznavanja lasten-tuj (IFF), ki v kombinaciji s transponderjem, ki ga strelec nosi za pasom, pred streljanjem daje informacijo, če je namerjena tarča prijateljska. S tem se zmanjšuje nevarnost prijateljskega ognja, vendar sistem ne preprečuje streljanja na prijateljske tarče.

## Različice
- Stinger Basic - osnovna verzija z IR senzorjem, izpeljanim iz FIM-43 Redeye.

- Stinger-POST - izstrelek z izboljšano tehniko iskanja tarče in kombiniranim IR/UV senzorjem. Tak senzor omogoča ločevanje tarč od vab, ki za razliko od letal poleg IR sevanja oddajajo tudi znatno količino UV sevanja, poleg tega pa UV detektor omogoča tudi iskanje tarč na podlagi UV kontrasta.

- Stinger-RMP - sistem v ročaju vsebuje pomnilnik, kamor se lahko naloži novejša verzija programske opreme z namenom prilagajanja novim vrstam tarč in sistemom elektronskih protiukrepov. S pomočjo tega pomnilnika je možno reprogramirati tudi izstrelke, s čimer odpade potreba, da bi ob izboljšavah ali dodatni funkcionalnosti morali celotne ssiteme poslati proizvajalcu v predelavo.

Prva izboljšava te različice (Block I) uvaja nekatere izboljšave, ki odpravljajo pomankljivosti, opažene v operativni uporabi. Druga izboljšava (Block II) uvaja slikovni senzor (CCD) z namenom boljšega občutljivosti, katere razvoj pa se je vsaj zaenkrat ustavil.
- ATAS - posebna verzija izstrelka za uporabo na letalih in helikopterjih (oznaka AIM-92). Posebnost te različice je tudi možnost usmerjanja IR senzorja na izstrelku v povezavi z bolj zmogljivim senzorjem (npr. radar) , kot je to v navadi pri običajnih izstrelkih zrak-zrak. S tem odpade potreba po predhodnem poravnanju vzdolžne smeri izstrelka s tarčo, kot je to potrebno pri originalnem sistemu FIM-92.

## Operativna uporaba
- Falklandska vojna
- Sovjetsko-afganistanska vojna (na strani mudžahidov)
- državljanska vojna v Angoli
- Invazijo na Afganistan leta 2001 (nekaj primerov napada talibanov na ameriška letala)